# Uncitermes almeriae
Uncitermes almeriae  (лат.) — вид термитов из подсемейства Syntermitinae.

## Распространение
Неотропика: Перу, Эквадор.

## Описание
Мелкие термиты, длина солдат менее 1 см. Отличаются мелкими щетинками по всей голове, а также крючковидными мандибулами и зубчиками на боковых краях пронотума, мезонотума и метанотума гладкие. Головная капсула округлая, гладкая, без пунктур или выступов. Длина головы солдат (LH) 1,30 — 1,40 мм (1,35); длина носа (LN) 1,43 — 1,58 мм (1,50); длина левой мандибулы (LLM) 0,93 — 1,00 мм (0,96); ширина головы (WH) 1,35 — 1,43 мм (1,38); максимальная ширина пронотума (WP) 0.80 — 0.88 мм (0.84); длина задней голени (LT) 1.68 — 1.80 мм (1.74). Длина головы рабочих (LH) 0.75 — 1.00 мм (0.94); ширина головы (WH) 1.13 — 1.30 мм (1.21); длина задней голени (LT) 1.33 — 1.50 мм (1.43)..
Голова мономорфных солдат отличается длинным носом-трубочкой (фонтанеллой), который служит для распыления химического веществ, отпугивающих врагов (муравьи и другие хищники). Передние тазики без выступов-зубцов (у сходного рода Rhynchotermes они с разнообразными выступами). Жвалы солдат развиты, функционирующие, симметричные (у сходного рода Silvestritermes жвалы слегка асимметричные). Лабрум шире своей длины. Формула шпор голеней рабочих и солдат: 2-2-2. Усики рабочих и солдат — 15-члениковые. Биология малоизучена, представители другого вида этого рода обнаружены в гнилой древесине, почве, подстилочном слое тропических лесов.

## Систематика
Вид был впервые описан в 2016 году по материалам из Перу и Эквадора. Видовое название дано в честь Almeri Fernandes Sousa (матери Tiago Fernandes Carrijo, основного автора открытия).